# Бенжамен, Рене
Рене Бенжамен, возможен также вариант написания Рене Бенджамин (фр. René Benjamin, 20 марта 1885, Париж, Франция — 4 октября 1948, Тур, Франция) — французский прозаик, драматург, журналист и лектор, лауреат Гонкуровской премии (1915) за роман «Гаспар». В 1938—1948 годах член Гонкуровской академии.

## Биография
Рене Бенжамен родился в семье коренных парижан. Отец — Эрнест Бенжамен, работал в суконной фирме, был также членом и главным секретарём Союза литераторов, близким приятелем Октава Мирбо и Франсуа Коппе. Мать — Берта Юэ, была музыкантом. Рене учился в Коллеже Роллена, затем поступил в Лицей Генриха IV, где получил несколько наград на генеральных конкурсах. Далее изучал литературу в Сорбонне, а в 1906 его призвали в армию — на год службы.
В 1908 Рене начал работать журналистом. Был редактором в журнале «Жиль Блас» (‘Gil Blas’) и вел колонку хроники в «Эко де Пари» (‘L'Écho de Paris’). В 1909 году он опубликовал в издательстве «Грассе» (за собственный счёт) свою первую книгу «Госпожа Счастье».
Когда вспыхнула Первая мировая война, Рене Бенжамена мобилизовали. В начале военных действий, в сентябре 1914 года, его тяжело ранило недалеко от Вердена. Спустя несколько месяцев лечения в Туре Рене Бенжамен оказался во вспомогательной военной части и побывал на всех фронтах. Демобилизовавшись, 28 июня 1915 он женился на Элизабет Лекуа — бывшей сестре милосердия, с которой познакомился в сомюрском госпитале и впоследствии изобразил как барышню Вьетту в романе «Гаспар». Свадьба состоялась в Саше (Saché), в замке, принадлежавшем отчиму Рене Бенжамена. В своё время в этом замке гостил Бальзак. У Рене и Элизабет было трое детей 1917, 1918 и 1925 годов рождения. После войны супруги жили в Париже.
В 1915 году по инициативе Люсьена Декава Бенжамен получил Гонкуровскую премию.
Бенжамен был также лектором. В целом прочитал около 1400 лекций на литературную тематику во Франции, странах Европы, Ближнего Востока и Северной Африки. Эту свою деятельность писатель описал в книге «Стол и стакан воды. История пристрастия».
В период между двумя мировыми войнами Бенжамен участвовал в политической борьбе. Принадлежал к крайнему правому крылу. В частности, в книге «Женевские авгуры» он выступил против Аристида Бриана, французского представителя в Лиге Наций и против этой организации как таковой.
В 1938 году писателя выбрали в члены Гонкуровской академии благодаря содействию Леона Доде — с третьей попытки, после смерти Рауля Поншона, причем он был первым из гонкуровских лауреатов, кто стал также гонкуровским академиком. В следующем году он позаботился, чтобы академиком выбрали его приятеля — Саша Гитри. Впоследствии, в 1947 году, Гонкуровская академия, которую после освобождения Франции возглавлял Люсьен Декав, наградила гонкуровской премией Жана-Луи Кюртиса. Однако стараниями Рене Бенжамена и Саша Гитри в том же году был награждён также Клебер Эдан так называемой «внегонкуровской» («Goncourt hors Goncourt»), альтернативной премией за книгу «Salut au Кентукки» («Привет, Кентукки»).
С 1940 по 1945 год Бенжамен вместе с семьей жил в Турине. Как и ранее, читал лекции, причем и в свободной, и в оккупированной зонах Франции. В августе 1941 года, послушав выступление маршала Петена по радио, он записал:
| «Поразительно человечные слова. А теперь ещё и сильные. Это уже не „отец“ говорит. Это вождь. Без лишнего, с твердостью он наделяет слова их полным значением. Я не знаю лучшего средства против лжи, чем этот человек. Не знаю никого, кто мог бы пробудить человеческую душу так, как он». |

В декабре этого же года, находясь в Париже, Бенжамен написал:
| «В шесть утра немцы изгоняют евреев из помещений. Сцены — как во время Испанской революции. Утром Мари Д. услышала, как гестаповцы выселяют её соседа-еврея. Ужас! Внезапный грохот дверей. Горловые призывы к консьержу. Топот сапог на лестнице. Крик женщин. Неизвестно что творится! Жана-Жака Бернара якобы арестовали. Мужа Колетт тоже. Может, они в Компьене». |

14 ноября 1944 года, уже после освобождения Франции, по приказу новоназначенного префекта полиции Рене Бенжамен был арестован и интернирован как «пронемецкий писатель». После одного года заключения он, благодаря ходатайству адвоката и друга Жана Дара, оказался под домашним арестом в Париже и ждал судебного процесса. На суде Бенжамена оправдали за отсутствием состава преступления.
9 февраля 1945 в Эльзасе погиб его старший сын, который принял участие в кампании в Тунисе, Италии и Франции.
В 1947 году Рене Бенжамен имел аудиенцию у папы Пия XII.
4 октября 1948 года писатель умер.

## Творчество
D 1909 году Рене Бенжамен издал за свой счет свою первую книгу «Госпожа Счастье». «Опубликовав свой первый роман, — как впоследствии он вспоминал, — я понял, что прежде чем отдаться воображению, лучше было бы мне, наверное, посмотреть на действительность, поэтому и проводил целые дни в судах и аудиториях, чтобы наслаждаться человеческой глупостью». Прежде всего на почерпнутом из наблюдений материале Бенжамен написал «Фарс Сорбонны» (1911), «Судьи мира, или Двадцать способов судить в Париже» (1913), «Отель продажи» (1914) и «Дворец правосудия и его юристы», который появился только в 1919 году.
Как рассказал сам Бенжамен в первом разделе книги «Человек в поисках своей души», он ещё с детства влюбился в театр и с 1902 по 1905 год регулярно посещал «Комеди Франсэз». В 1911 году он написал комедию «Паша», которую поставили в Национальном театре «Одеон». Имели успех также его другие комедии — «Сорока одноглазая» (фр. La Pie borgne, comédie en un acte, 1921, «Одеон»), «Радости азарта» (фр. Les Plaisirs du hasard, 1922, театр «Вьет-коломбье»), «Надо, чтобы каждый был на своем месте» (фр. Il faut que chacun soit à sa place, 1924, «Вьет-коломбье») и «Париж» (1932, театр «Ворота святого Мартена»). По этому последнему произведению режиссёр Жан Шу (фр. Jean Choux) снял фильм, в котором главные роли сыграли Рене Сен-Сир и Гарри Бор.
В 1915 году опубликован роман «Гаспар» (фр. Gaspard), за который Бенжамену по инициативе Люсьена Декава была присуждена Гонкуровская премия 1915 года. Это произведение написано на основе впечатлений от Первой мировой войны. Как и другие: «Под небом Франции» (фр. Sous le ciel de France. la guerre, 1916), «Военный врач Пайп и его отец, английские военные» (фр. Le Major Pipe et son père, Anglais en guerre, 1918), «Репатрианты» (1918).
Значительная часть произведений написана на злобу дня. К социально-сатирическому жанру принадлежат, в частности, «Амаду-большевик» (фр. Amadou bolcheviste, 1920), а также цикл о Валентине, который в 1924 году начался книгой «Валентина, или Мания демократии» (фр. Valentine ou la folie démocratique) — антиправительственным и антидемократическим памфлетом, что имел большой успех и несколько раз переиздавался. Состоит он из трех частей: «Валентина и её отец-либерал», «Валентина и её сын-реакционер» и, наконец, «Валентина и её друг-радикал». Конгресс педагогов в Страсбурге, на котором побывал сам автор, описан в брошюре «Ослы и демагоги» (1927), а в «Женевских авгурах» (1929) критикуется политика Лиги Наций.
Рене Бенжамен был мастером литературного портрета. К такому жанру относятся написанные с натуры «Разнузданный Антуан» (1923), «Закованный Антуан» (1928), «Под солнцем поэзии. Под выпученным глазом госпожи Ноей» (1928), «Клемансо в отставке» (1930), «Шарль Морра, этот сын моря» (1932), «Саша Гитри, король театра» (1933), «Одиночество Антуана» (1941). Другие произведения этого жанра — «Удивительная жизнь Оноре де Бальзака» (1925), «Мольер» (1936), «Мария-Антуанетта» (1940). Сделаны подробные литературные портреты Хоакина Карвальо в романе «Человек в поисках своей души», Леона Доде («Галера Гонкуров», (1948) и Пия XII («Ангельские посещение», 1948).
Другие портреты обозначены выразительной правой ориентацией автора и публицистичностью. Это «Монолог Мориса Барреса» (1924), «Маршал Жоффре» (1928), «Слова маршала Жоффре» (1929), «Баррес — Жоффре» (1931), «Муссолини и его народ» (1937). Особое место занимает Петен, о котором Бенжамен написал три книги по несколько сотен страниц каждая: «Маршал и его народ» (1941), «Семь звезд Франции» (1942), в которой оценены реформы маршала, и «Одинокий большой человек» (1943). Бенжамен сравнил петеновский стиль правления с королевским в таких словах:
| «Он решил пойти во французский народ — возродить древний обычай, которого старались наши лучшие принцы» |

Самые яркие произведения Рене Бенжамена вышли из-под пера в конце жизни. В них его чувства и переживания перевешивают все остальное. Самым устойчивым и верным признаком нравственности выступают страдания — за самого себя, за свою семью и друзей, и прежде всего — за будущее своих детей. И за Францию. Это своеобразный экзамен на совесть деградирующего общества.
К этому перечню относятся «Хроника бурного времени» (1938), «Трагическая весна» (1940), «Человек в поисках своей души» (1943), «Невиновные в буре» (написан в 1944 году, опубликован в 1947), «Убитый ребёнок» (1946) и «Божий лик» (1948). «Трагическая весна» посвящена «памяти Тьерри де Мартеля, хирурга, сына Жипа, который наложил на себя руки в тот день, когда немцы вторглись в Париж». «Человек в поисках своей души: показания француза о драме этого времени» — это одновременно повествование и психологический и исторический анализ человечества. «Действительное и вымышленное об образовании» посвящено Петену — «великому человеку, который, пообещав сам себе обновить образование во Франции, вложил всю душу в это дело». Написанное под впечатлением от гибели старшего сына произведение «Убитый ребёнок» посвящено младшему сыну:
| «Моему Франсуа. Дорогой Франсуа, всю свою жизнь я мечтал писать книги про человеческую честность и завещать своим детям фамилию, которая делает честь. Ненависть и зависть надеялись опорочить её. Но одним взмахом крыла твой брат, отдав свою жизнь за отечество, вернул славу этой фамилии. Вот теперь, когда остыла моя сила, а я в большой беде собираюсь покинуть вас и присоединиться к погибшему, и вот здесь, где души хмелеют или ужасаются самим ликом Истины, лелей, дорогая деточка, береги в благоговейных руках это наследственное отличие». |

«Невиновные в буре» — это «история французской семьи в течение одной недели в мае 1944-го. Накануне своего освобождения Франция переживала времена мучений и тревоги».
Духовным завещанием писателя стали «Ангельские посещения» — последняя книга, изданная при его жизни. Это рассказ об аудиенции, которую папа Пий XII дал Рене Бенжамену в 1947 году и наделил его надеждой и силой прощения. Это был также его последний литературный портрет.